# Al-Fula
Koordinaten: 11° 48′ N, 28° 24′ O
Al-Fula (arabisch الفولة, DMG al-Fūla, Alternativschreibweise El Fula (auch al-Fulah)) ist die Hauptstadt des Bundesstaats Gharb Kurdufan im Sudan.

## Lage
Die Stadt liegt im Süden des Sudan, rund 600 Kilometer südwestlich von Khartum entfernt an den westlichen Ausläufern der Nuba-Berge, etwa 70 Kilometer nordöstlich von Babanusa. Al-Fula ist eine Bahnstation etwa halbwegs an der Strecke zwischen Kosti im Osten und Nyala im Westen. Eine Straße führt außer zu den genannten Städten nach Wau im Süden und nach El Obeid im Nordosten.

## Bevölkerung
Al-Fula hat gemäß einer Berechnung von 2010 rund 8.700 Einwohner.
Bevölkerungsentwicklung:
| Jahr              | Einwohner |
| ----------------- | --------- |
| 1983 (Zensus)     | 7.155     |
| 2010 (Berechnung) | 8.721     |

## Wirtschaft
In der Block 6 genannten Gegend um al-Fula fördert die China National Petroleum Corporation seit März 2004 Erdöl. 2010 war die Fördermenge im Block 6 auf 70.000 Barrel pro Tag angestiegen.